# پارک ملی سالوک
پارک ملی سالوک در جنوب بجنورد در استان خراسان شمالی قرار دارد و دارای تنوع مطلوبی در گونه‌های گیاهی و جانوری می‌باشد.
این منطقه حفاظت شده پس از شناسایی و معرفی به استناد مصوبه شماره ۴۸ در تاریخ ۱۳۵۲/۹/۲۰ شورای عالی حفاظت محیط زیست به عنوان منطقه حفاظت شده سالوک معرفی می‌گردد و در سال ۱۳۵۷ منطقه امن سالوک انتخاب گردید و پس از ۱۳ سال قرق و حفاظت کامل از منطقه که سبب رشد و غنای طبیعی آن گشت، در سال ۱۳۸۱ به خاطر ویژگی‌های با ارزش اکولوژیکی آن به سطح پارک ملی ارتقاء یافت و در حال حاضر نیز با همین نام تحت کنترل و مدیریت می‌باشد که وسعت پارک ملی سالوک ۸۲۳۱ هکتار و وسعت منطقه حفاظت شده سالوک ۱۱۶۷۷ هکتار می‌باشد. منطقه حفاظت شده سالوک در استان خراسان شمالی بین ۱۵/۳۷ تا ۰۷/۳۷ عرض شمالی و ۱۷/۵۷ تا ۰۳/۵۷ طول شرقی واقع شده است.
سالوک در جنوب بجنورد قرار دارد و در این منطقه دره‌های زاری، جوزی و چهار برج جنگل‌های پراکنده مشهود است. دره توی سالوک با طول حدود ۱۵ کیلومتر دارای ۱۵ چشمه دایمی به صورت نهر است.
این منطقه زیستگاه پرندگان و حیوانات بسیاری همچون آهو، قوچ، میش است و جاذبه‌های گیاهی مانند گلابی و آلوچه وحشی، زرشک، قره‌میغ، ریخوک، ریواس، زالزالک، نسترن وحشی، افرا کرکو، گز انجیر و گردو است.
دژ قدیمی معروف به قلعه سالوک یا صعلوک از بناهای است. این قلعه تاریخی در شمال منطقه حفاظت شده سالوک واقع شده و در انتهای دره زاری و بر فراز صخره‌های سخت‌گذر سالوک بنا شده است. وجود غارهای مهم از جمله غار پلنگ تخته نی در سالوک و غار پیش قلعه در پارک ملی و حفاظت شده سالوک از مناطقی هستند که برای گردشگری سودمندند.
غار پیش قلعه در منطقه سالوک واقع بوده و بخاطر اینکه در دیواره صخره قرار دارد ورود به این مکان مستلزم وسایل و تجهیزات است و بر اساس شنیده‌ها این غار از عمق بسیار زیادی برخوردار بوده و در گذشته مردم برای پیدا کردن آثار باستانی به داخل آن می‌رفته‌اند و اعتقاد دارند که در این غار آثار باستانی فراوانی وجود دارد.

## تیپ غالب گیاهی
تیپ غالب گیاهی در این منطقه شامل درمنه، گون و انواع گرامینه‌ها می‌باشد.

## گیاهان صنعتی و داروئی
در این منطقه گیاهان باریجه، زیره سیاه، آویشن، علف چای و کاکوتی یافت می‌شود که ارزش صنعتی یا داروئی دارند

## پوشش گیاهی
پوشش گیاهی منطقه ارس، زرشک، افدرا، گوجه وحشی، درمنه، گون، زالزالک، نسترن وحشی و کلاه میرحسن می‌باشد.

## پستانداران
پستانداران منطقه عبارتند از: آهو، گرگ، قوچ و میش اوریال، کل و بز، پلنگ، کفتار، روباه، گراز، خوک وحشی، شغال، تشی، خرگوش، سمور، سنجاب زمینی و گورکن.

## پرندگان
پرندگان منطقه عبارتند از: کوکر، چکاوک، کبک، تیهو، باقرقره، سسک و جغد.